# Stelis mucrouncata
Stelis mucrouncata är en orkidéart som beskrevs av Donald Dungan Dod. Stelis mucrouncata ingår i släktet Stelis och familjen orkidéer. Inga underarter finns listade i Catalogue of Life.